# Kamienica Będzikiewicza w Krakowie
Kamienica Będzikiewicza – zabytkowa kamienica znajdująca się w Krakowie, w północnej pierzei placu Inwalidów, pomiędzy ulicą Henryka Sienkiewicza i aleją Juliusza Słowackiego. Jest uznawana za jedną z najbardziej okazałych krakowskich kamienic dwudziestolecia międzywojennego.

## Historia
Kamienica została wzniesiona w latach 1930–1931 dla krakowskiego przedsiębiorcy Tomasza Będzikiewicza z przeznaczeniem na dom czynszowy. Projektantem budynku był architekt Fryderyk Tadanier.

## Architektura
Kamienicę zaprojektowano na planie nieregularnej podkowy. Posiada ona cztery piętra. Na parterze umieszczono najmniejsze mieszkania. W 1932 jedno z nich zostało przebudowane na aptekę według projektu Janusza Zarzeckiego. Pierwotnie kondygnacja ta miała być przeznaczona na zakład ichtiologiczny z basenami rybnymi w piwnicy, jednak projekt ten nie został zrealizowany. Niewielkie mieszkania zajęły także najwyższe, czwarte piętro, zaś na pozostałych kondygnacjach znalazły się duże, kilkupokojowe apartamenty.
Kamienica posiada trzy elewacje frontowe w stylu modernistycznym, ale z licznymi elementami klasycyzującymi. Monumentalizm bryły został złagodzony zaokrąglonymi narożnikami, które podkreślono balkonami. Elewacje podzielono wertykalnie szerokimi lizenami, stanowiącymi minimalistyczną wersję wielkiego porządku. Budynek wieńczy prosta attyka.